# Годінештій-де-Сус
Годінештій-де-Сус (рум. Godineștii de Sus) — село у повіті Бакеу в Румунії. Входить до складу комуни Вултурень.
Село розташоване на відстані 237 км на північ від Бухареста, 27 км на південний схід від Бакеу, 85 км на південь від Ясс, 128 км на північний захід від Галаца.

## Населення
За даними перепису населення 2002 року у селі проживали 94 особи, з них 93 особи (98,9%) румунів. Усі жителі села рідною мовою назвали румунську.